# PH Dragani
Paulo Henrique Dragani San José (30 de dezembro de 1970), conhecido como PH Dragani, é um radialista e jornalista brasileiro, com passagens pelas rádios 89 FM A Rádio Rock, 105 FM e Bandeirantes, onde trabalhou como repórter da equipe de esportes e produtor do programa Na Geral. Atualmente comanda o horário das 14h às 17h na 89 FM A Rádio Rock, apresentando o Dois da Tarde e o Corre 89.

## Carreira
89 FM
Começou a trabalhar na 89 FM no final de 1996. Na emissora, participou da produção do premiado game Pressão Total, apresentou programas como o jornalístico Giro 89, o automobilístico Rock Motor (com Alex Ruffo e Reginaldo Leme), as duas fases do futebolístico Rock Bola (a primeira com Walter Casagrande Jr. e Zé Luiz, a segunda com Paulo Bonfá), o Plugado 89 (já depois da mudança de estilo da emissora), foi chefe de jornalismo, coordenou a implantação da 98 FM de Santos na Rede Rádio Rock, além de comandar as manhãs da 89 até sua saída, em fevereiro de 2010. 
Em 2015 apresentou o programa Tarde Demais 89. Desde 2016 apresenta o programa Dois da Tarde 89. Em 12 de março de 2017 começou a apresentar o programa Corre 89.
105 FM
Foi convidado por Lélio Teixeira a integrar a equipe de esportes da 105 FM em agosto de 2008 para ocupar o posto de comentarista, vago após a morte de Luiz Fernando Bindi. Exerceu a função até julho de 2009, quando passou a fazer parte da equipe de reportagem de esportes da Rádio Bandeirantes.[carece de fontes?]
Rádio Bandeirantes
Em janeiro de 2008 foi contratado pela Bandeirantes para produzir o programa Na Geral. Em julho de 2009 passou também a integrar a equipe de reportagem de esportes da emissora. Deixou a Bandeirantes em janeiro de 2013, retornando à 89 FM, emissora que voltou a ser A Rádio Rock.[carece de fontes?]
WHAZZUP
Em julho de 2006, passou a co-produzir e apresentar o podcast WHAZZUP, continuando sua relação com o rock. O podcast é hospedado pelo Podomatic e está disponível também na iTunes Store.[carece de fontes?]
(UOL) 89 A Radio Rock
Em janeiro de 2013 PH retorna aos microfones da UOL 89 A Radio Rock de segunda a sexta, das 14:00 às 17:00, com os programas 89 Minutos, Rock 10 e Desafio do PH.
Em julho de 2013 a parceria de naming rights entre o UOL e a 89 terminou e a emissora voltou a se chamar somente 89 A Rádio Rock.[carece de fontes?]